# Liste des principales anthologies de poésie japonaise
Liste des principales anthologies de poésie japonaise

## Wakaet tanka

### Époque de Nara(710 à 794)
| Nom Romaji    | Nom Kanji | Année de parution | Compilateur                              | Nombre de poèmes | Commentaire |
| ------------- | --------- | ----------------- | ---------------------------------------- | ---------------- | --- |
| Kojiki        | 古事記    | 712               | Ō no Yasumaro, Hieda no Are              | 113              | Recueil des anciens événements, décrit la mythologie et l'histoire ancienne du Japon. |
| Nihon shoki   | 日本書紀  | 720               | Toneri-shinnō                            | 131              | Chronique du Japon dans divers écrits. |
| Fudoki        | 風土記    | 713               |                                          | 23               | Notes sur l'air et la terre, chronique des provinces du Japon, compilée à la demande de l'empereur Genmei. |
| Shoku nihongi | 続日本紀  | 797               | Fujiwara no Tsuginawa, Sugano no Mamichi |                  | Suite du Nihongi, continuation de la chronique du Japon à la demande de l'empereur Kammu. |
| Man'yōshū     | 万葉集    | 785               | Ōtomo no Yakamochi                       | 4 516            | Collection des dix-mille feuilles. Le Man'yōshū est la plus ancienne anthologie en japonais, 20 rouleaux manuscrits, 4 516 poèmes (quand les renvois de tankas aux différents chōka sont comptés comme poèmes séparés). Il n'y a pas d'organisation particulière (la plupart des métadonnées sont fournies par les sommaires) et les poèmes sont écrits dans une version japonaise de la prononciation monosyllabique chinoise des caractères chinois. |

### Époque de Heian(794 à 1185)
Anthologies impériales waka ; durant l'époque de Heian, sont créées les Nijūichidaishū à la demande ou sur l'ordre du tenno. Chacune de ces anthologies reflète le goût de l'époque. Les anthologies sont un projet national : chacune est canonisée par les contemporains et sert de base pour les anthologies ultérieures. Les huit premières anthologies sont souvent appelées Hachidaishū (Collection de huit époques). Vingt et une anthologies sont compilées.
Il existe en outre, une multitude d'« anthologies » privées créées par la plupart des poètes wakas et qui servent parfois de source aux anthologies impériales.
| Nom Romaji              | Nom Kanji    | Année de parution | Compilateur                                                                                                | Nombre de poèmes    | Commentaire |
| ----------------------- | ------------ | ----------------- | --- | ------------------- | --- |
| Kokin wakashū           | 古今和歌集   | 905               | Ki no Tsurayuki, Ki no Tomonori, Ōshikōshi no Mitsune, Mibu no Tadamine                                    | 1 111 (20 rouleaux) | Collection de poèmes anciens et modernes. Première anthologie impériale waka, commandée par l'empereur Daigo et complétée vers 905.                                                                                            |
| Gosen wakashū           | 後撰和歌集   | 951               | Nashitsubo no gonin                                                                                        | 1 426 (12 rouleaux) | Compilée à la demande de l'empereur Murakami 951. |
| Shūi wakashū            | 拾遺和歌集   | 1005-1007         | Kazan-in ou Fujiwara no Kintō                                                                              | 1 351 (20 rouleaux) | Glanures, compilée à la demande de l'ancien empereur Kazan. |
| Goshūi wakashū          | 後拾遺和歌集 | 1086              | Fujiwara no Michitoshi                                                                                     | 1 200 (20 rouleaux) | Glanures tardives, ordonnée en 1075 par l'empereur Shirakawa et complétée en 1086. |
| Kin'yō wakashū          | 金葉和歌集   | 1124-1127         | Minamoto no Toshiyori                                                                                      | 716 (10 rouleaux)   | Collection de feuilles d'or, ordonnée par l'ancien empereur Shirakawa, ébauche achevée entre 1124 et 1127. |
| Shika wakashū           | 詞花和歌集   | 1151-1154         | Fujiwara no Akisuke                                                                                        | 411 (10 rouleaux)   | Collection de fleurs poétiques, ordonnée en 1144 par l'ancien empereur Sutoku, complétée vers 1151-1154. |
| Senzai wakashū          | 千載和歌集   | 1187              | Fujiwara no Shunzei Toshinari                                                                              | 1 285               | Collection de mille ans, ordonnée par l'ancien empereur Go-Shirakawa, probablement complétée en 1188. |
| Shin kokin wakashū      | 新古今和歌集 | 1205              | Fujiwara no Teika, Fujiwara no Ariie, Fujiwara no Ietaka, Jakuren, Minamoto no Michitomo, Asukai Masatsune | 2 000               | Nouvelle collection de poèmes anciens et modernes, huitième anthologie impériale waka. Son titre vise apparemment à montrer sa relation et sa contrepartie au Kokin wakashū, ordonnée en 1201 par l'ancien empereur Go-Toba.   |
| Hitomaro kashū          | 人麻呂歌集   |                   | Kakinomoto no Hitomaro                                                                                     |                     | Collection de poésie de Hitomaro, anthologie des œuvres de Kakinomoto no Hitomaro. L'éditeur est inconnu, peut-être éditée au début de l'époque de Heian. Cette anthologie contient de nombreux wakas à la fausse attribution. |
| Tsurayuki-shū           |              |                   | Ki no Tsurayuki                                                                                            |                     | Collection de Tsurayuki, anthologie des œuvres de Ki no Tsurayuki, un des compilateurs du Kokin wakashū. |
| Kintō kashū             | 公任歌集     |                   | Fujiwara no Kintō                                                                                          |                     | Collection de poèmes de Kintō, anthologie des œuvres de Fujiwara no Kintō, l'éditeur du Wakan rōeishū. A influencé la poésie waka du milieu de l'époque de Heian.                                                              |
| Hyakunin isshu          | 百人一首     |                   | Fujiwara no Teika                                                                                          |                     | Cent poètes (chacun) un poème, précisément Ogura hyakunin isshu. Lu comme manuel élémentaire pour les poètes wakas jusqu'à l'ère Meiji.                                                                                        |
| Fujiwara no Teika kashū |              |                   | Fujiwara no Teika                                                                                          |                     | Collection des poèmes de Fujiwara no Teika. |
| Izumi Shikibu shū       | 和泉式部集   |                   | |                     | Collection d'Izumi-Shikibu. |

### Époque de Kamakura(1185-1333) etépoque de Muromachi(1336-1573)
Anthologies impérialesTreize anthologies sont publiées, essentiellement durant l'époque de Kamakura.
- Shinchokusen wakashū
- Shokugosen wakashū
- Shokukokin wakashū
- Shokushūi wakashū
- Shingosen wakashū
- Gyokuyō wakashū
- Shokusenzai wakashū
- Shokugoshūi wakashū
- Fūga wakashū
- Shinsenzai wakashū
- Shinshūi wakashū
- Shingoshūi wakashū
- Shinshokukokin wakashū

## Renga
- Renri Hishō (vers 1349), traité sur la poétique renga par Nijō Yoshimoto.
- Tsukubashū (1356), éditée par Nijō Yoshimoto. Après achèvement des modifications, l'anthologie reçoit le statut d'« anthologie impériale ».
- Shinsentsukubashū (1470), éditée par Sōgi.

## Haikaiethaïku
- Shinseninutsukubashū (1532) éditée par Yamazaki Sōkan. L'importante anthologie du début des haïkaï renga à partir de laquelle les haïkus se sont plus tard développés.
- Kai ōi (Le Jeu du coquillage). Anthologie hokku de 1672 compilée par Matsuo Bashō.
- Haikai Shichibushū, nom conventionnel de sept anthologies composées de renku de Matsuo Bashō et de ses élèves.
  - Fuyunohi (Un jour d'hiver).
  - Harunohi (Un jour de printemps), contient 58 hokku dont le « Haïku de la grenouille » de Bashō.
  - Arano (Désert), dix rouleaux avec 735 poèmes.
  - Hisago (Gourde)
  - Sarumino (Le Manteau de paille du singe I), 6 rouleaux.
  - Sumidawara (Sac de charbon de bois).
  - Zokusarumino (Le Manteau de paille du singe II) (1698).

## Kanshi
- Kaifūsō (751), plus ancienne collection poésie chinoise (kanshi) composée par des poètes japonais.
- Anthologies impériales : ce sont les premières anthologies impériales qui recueillent des kanshi, la poésie chinoise que les Japonais apprennent de la dynastie Tang. Trois anthologies sont éditées au début de l'époque de Heian :
- Ryōunshū
- Bunka shūreishū
- Keikokushū

## Divers
- Wakan rōeishū, collection de wakas et kanshi à réciter, compilée par Fujiwara no Kintō.